# Pellionella deformans
Pellionella deformans är en svampart som beskrevs av Penz. & Sacc. 1902. Pellionella deformans ingår i släktet Pellionella, divisionen sporsäcksvampar och riket svampar.   Inga underarter finns listade i Catalogue of Life.